# Zlatý klas 1978
Devátý ročník poháru o Zlatý klas  v ledním hokeji se konal od 5. – 8. září 1978 v Táboře. Zúčastnily se čtyři týmy. Mužstva se utkala jednokolovým systémem každý s každým.

## Výsledky a tabulka
|    |                  | TCH  | DB  | BT   | ČB  | V | R | P | Skóre | B |
| 1. | ČSSR             | ***  | 8:3 | 16:1 | 7:2 | 3 | 0 | 0 | 31:6  | 6 |
| 2. | SC Dynamo Berlin | 3:8  | *** | 4:4  | 7:1 | 1 | 1 | 1 | 14:13 | 3 |
| 3. | Binokor Taškent  | 1:16 | 4:4 | ***  | 7:1 | 1 | 1 | 1 | 12:21 | 3 |
| 4. | Motor ČB         | 2:7  | 1:7 | 1:7  | *** | 0 | 0 | 3 | 4:21  | 0 |

 Československo –  Binokor Taškent 	16:1 (6:1, 2:0, 8:0)
5. září 1978 – Tábor

Branky Československa: 3. František Černík, 7. Zajíček, 9. Vincent Lukáč, 15. Vladimír Martinec, 18. František Kaberle, 19. Vladimír Martinec, 22. Milan Nový, 34. František Černík,  44. Jiří Novák, 44. Libor Havlíček, 44. Pavel Richter, 50. Vladimír Martinec, 53. František Černík, 54. Jiří Novák, 55. Libor Havlíček, 60. Milan Nový.

Branky Binokoru Taškent: 14. Oleg Rozov.

Rozhodčí: Vladimír Šubrt - Karel Sládeček (TCH), Luděk Exner (TCH)

Vyloučení: 5:5 (využití 3:0, v oslabení 1:0) navíc Mitrakov na 5 minut.
ČSSR: Jiří Crha - Jiří Bubla (41. Milan Chalupa), Jan Zajíček, František Kaberle, Jan Neliba, Vítězslav Ďuriš, Miroslav Dvořák - Marián Šťastný (41. Pavel Richter), Libor Havlíček, Jaroslav Pouzar (41. Ladislav Svozil) - Vincent Lukáč, Milan Nový, František Černík - Vladimír Martinec, Jiří Novák, Bohuslav Ebermann.
 Motor České Budějovice –  SC Dynamo Berlin 1:7 (0:3, 1:1, 0:3)
5. září 1978 – Tábor

Branky Českých Budějovic: 28. František Čech. 

Branky Dynama Berlín: 4. Joachim Stasche, 9. Gerhard Müller, 13. Harald Kuhnke, 23. Detlef Radant, 41. Rainer Patschinski, 48. Reinhard Fengler, 59. Rainer Patschinski.

Rozhodčí: Ivo Filip (TCH) - Stanislav Gottwald (TCH), Jan Šimák (TCH)

Vyloučení: 6:5 (využití 0:0)
České Budějovice: Vladimír Plánička (9. Jaroslav Jágr) - Jaroslav Kočer, Josef Květoň, Josef Novák, Josef Vondráček - Vladimír Caldr, Václav Mařík, Norbert Král - František Čech, Michal Vondrka, Miloš Edelman - Josef Andrle, Jiří Kolar, Jan Klabouch.
 Československo -  SC Dynamo Berlin 	8:3 (2:1, 3:0, 3:2)
6. září 1978 – Tábor

Branky Československa: 9. Marián Šťastný, 58. Marián Šťastný, 12. Bohuslav Ebermann, 26. František Kaberle, 37. Jiří Novák, 39. Ladislav Svozil, 49. Milan Nový, 51. Libor Havlíček. 

Branky Dynama Berlín: 11. Harald Kuhnke, 44. Frank Proske, 54. Jürgen Breitschuh. 

Rozhodčí: Aleš Pražák (TCH) - Zdeněk Bouška (TCH), Jindřich Simandl (TCH)

Vyloučení: 5:5 (využití 0:0)
 Motor České Budějovice –  Binokor Taškent 1:7 (0:2, 1:5, 0:0)
6. září 1978 – Tábor

Branky Českých Budějovic: 25. František Čech.

Branky Binokoru Taškent: 1. Vladimir Novoselov, 5. Sergej Glazyrin, 21. Vladimir Novoselov, 22. Vladimir Pogorelskij, 32. Nikolaj Mitrakov, 35. Vladimir Pogorelskij, 39. Vladimir Pogorelskij.

Rozhodčí: Vladimír Šubrt (TCH) - Karel Sládeček (TCH), Luděk Exner (TCH)

Vyloučení: 3:7 (využití 0:0, v oslabení 0:1)
České Budějovice: Jaroslav Jágr - Jaroslav Kočer, Josef Květoň, Josef Novák, Josef Vondráček, Petr Míšek - Vladimír Caldr (21. Petr Hůlka), Václav Mařík, Miloš Edelman - Josef Andrle, Jiří Kolar, Jan Klabouch - František Čech, Norbert Král, Michal Vondrka. 
 SC Dynamo Berlin -  Binokor Taškent 	4:4 (0:2, 1:1, 3:1)
8. září 1978 – Tábor

Branky Dynama Berlín: 37. Frank Proske, 54. Joachim Stasche, 57. Pohlend, 60. Joachim Stasche.

Branky Binokoru Taškent: 6. Fegim Galjatdinov, 6. Sergej Glazyrin, 40. Alexander Nebolsin, 49. Anatolij Kramskij.

Rozhodčí: Ivo Filip (TCH) - Stanislav Gottwald (TCH), Jan Šimák (TCH)

Vyloučení: 7:6 navíc Peters a Nikolaj Mitrakov na 10 min. a Bogorelskij do konce utkání.
 Československo -  Motor České Budějovice 7:2 (4:0, 1:0, 2:2)
8. září 1978 – Tábor

Branky Československa: 1. Marián Šťastný, 7. Marián Šťastný, 9. Marián Šťastný, 59. Marián Šťastný, 17. Jaroslav Pouzar, 59. Jaroslav Pouzar, 25. Libor Havlíček.

Branky Českých Budějovic: 47. Václav Mařík, 56. Jan Klabouch.

Rozhodčí: Aleš Pražák (TCH) - Jiří Brunclík (TCH), Václav Les (TCH)

Vyloučení: 1:3 (využití 0:0)
ČSSR: Jiří Crha (31. Jiří Králík) - Jiří Bubla, Jan Zajíček, František Kaberle, Jan Neliba, Vítězslav Ďuriš, Miroslav Dvořák - Marián Šťastný, Libor Havlíček, Jaroslav Pouzar - František Černík, Vincent Lukáč - Vladimír Martinec, Jiří Novák, Bohuslav Ebermann - Milan Figala, Pavel Richter, Ladislav Svozil.
České Budějovice: Jaroslav Jágr - Milan Chalupa, Josef Vondráček, Josef Novák, Josef Květoň, Jaroslav Kočer - František Čech, Václav Mařík, Norbert Král - Petr Hůlka, Jiří Kolar, Jiří Lála - Josef Andrle, Michal Vondrka, Jan Klabouch. 

## Soupiska Československa
1.  Československo

Brankáři: Jiří Králík, Jiří Crha.

Obránci: Jiří Bubla, Vítězslav Ďuriš, František Kaberle, Jan Neliba, Milan Chalupa, Miroslav Dvořák, Milan Figala, Jan Zajíček.

Útočníci: Vladimír Martinec, Jiří Novák, Bohuslav Ebermann, Vincent Lukáč, Milan Nový, František Černík, Pavel Richter, Libor Havlíček, Jaroslav Pouzar, Marián Šťastný, Ladislav Svozil.

Trenéři: Karel Gut, Ján Starší.